# Tegina
Tegina je nenaseljeni otočić u zaljevu Hramina kod Murtera na otoku Murteru.
Njegova površina iznosi 0,095 km². Dužina obalne crte iznosi 1,15 km.

## Vanjske poveznice
|  | Zajednički poslužitelj ima još gradiva o temi Tegina |